# Aesalus sichuanensis
Aesalus sichuanensis là một loài bọ cánh cứng trong họ Lucanidae. Loài này được Araya Tanaka & Tanikado mô tả khoa học năm 1995.